# Список астероїдів (7201—7300)
| Назва                              | Тимчасове позначення | Дата відкриття    | Місце відкриття                     | Відкривач                                                  |
| ---------------------------------- | -------------------- | ----------------- | ----------------------------------- | ---------------------------------------------------------- |
| 7201 Курітаріку (Kuritariku)       | 1994 UF1             | 25 жовтня 1994    | Обсерваторія Кійосато               | Сатору Отомо                                               |
| (7202) 1995 DX1                    | 1995 DX1             | 19 лютого 1995    | Обсерваторія Одзіма                 | Тсунео Ніїдзіма, Такеші Урата                              |
| 7203 Сіґекі (Sigeki)               | 1995 DG2             | 27 лютого 1995    | Обсерваторія Кійосато               | Сатору Отомо                                               |
| 7204 Ондрейов (Ondrejov)           | 1995 GH              | 3 квітня 1995     | Обсерваторія Ондржейов              | Петр Правец                                                |
| 7205 Саданорі (Sadanori)           | 1995 YE1             | 21 грудня 1995    | Обсерваторія Оїдзумі                | Такао Кобаяші                                              |
| 7206 Сікі (Shiki)                  | 1996 QT              | 18 серпня 1996    | Обсерваторія Кума Коґен             | Акімаса Накамура                                           |
| 7207 Хаммурапі (Hammurabi)         | 2133 P-L             | 24 вересня 1960   | Паломарська обсерваторія            | К. Й. ван Гаутен, І. ван Гаутен-Ґроневельд, Т. Герельс     |
| 7208 Ашурбаніпал (Ashurbanipal)    | 2645 P-L             | 24 вересня 1960   | Паломарська обсерваторія            | К. Й. ван Гаутен, І. ван Гаутен-Ґроневельд, Т. Герельс     |
| 7209 Сірус (Cyrus)                 | 3523 P-L             | 17 жовтня 1960    | Паломарська обсерваторія            | К. Й. ван Гаутен, І. ван Гаутен-Ґроневельд, Т. Герельс     |
| 7210 Даріус (Darius)               | 6555 P-L             | 24 вересня 1960   | Паломарська обсерваторія            | К. Й. ван Гаутен, І. ван Гаутен-Ґроневельд, Т. Герельс     |
| 7211 Ксеркс (Xerxes)               | 1240 T-1             | 25 березня 1971   | Паломарська обсерваторія            | К. Й. ван Гаутен, І. ван Гаутен-Ґроневельд, Т. Герельс     |
| 7212 Артаксеркс (Artaxerxes)       | 2155 T-2             | 29 вересня 1973   | Паломарська обсерваторія            | К. Й. ван Гаутен, І. ван Гаутен-Ґроневельд, Т. Герельс     |
| 7213 Конае (Conae)                 | 1967 KB              | 31 травня 1967    | Астрономічний комплекс Ель-Леонсіто | Обсерваторія Фелікса Аґілара                               |
| 7214 Anticlus                      | 1973 SM1             | 19 вересня 1973   | Паломарська обсерваторія            | К. Й. ван Гаутен, І. ван Гаутен-Ґроневельд, Т. Герельс     |
| 7215 Жерард (Gerhard)              | 1977 FS              | 16 березня 1977   | Обсерваторія Ла-Сілья               | Ганс-Еміль Шустер                                          |
| 7216 Ішков (Ishkov)                | 1977 QQ2             | 21 серпня 1977    | КрАО                                | Черних Микола Степанович                                   |
| 7217 Даке (Dacke)                  | 1979 QX3             | 22 серпня 1979    | Обсерваторія Ла-Сілья               | Клаес-Інґвар Лаґерквіст                                    |
| (7218) 1979 SK                     | 1979 SK              | 19 вересня 1979   | Обсерваторія Клеть                  | Й. Кветон                                                  |
| 7219 Саттервайт (Satterwhite)      | 1981 EZ47            | 3 березня 1981    | Обсерваторія Сайдинг-Спрінг         | Ш. Дж. Бас                                                 |
| 7220 Філніколсон (Philnicholson)   | 1981 QE              | 30 серпня 1981    | Станція Андерсон-Меса               | Едвард Бовелл                                              |
| (7221) 1981 SJ                     | 1981 SJ              | 22 вересня 1981   | Обсерваторія Клеть                  | Зденька Ваврова                                            |
| 7222 Алекперов (Alekperov)         | 1981 TJ3             | 7 жовтня 1981     | КрАО                                | Смирнова Тамара Михайлівна                                 |
| 7223 Долгорукий (Dolgorukij)       | 1982 TF2             | 14 жовтня 1982    | КрАО                                | Журавльова Людмила Василівна, Карачкіна Людмила Георгіївна |
| 7224 Весніна (Vesnina)             | 1982 TK3             | 15 жовтня 1982    | КрАО                                | Журавльова Людмила Василівна                               |
| 7225 Хантрес (Huntress)            | 1983 BH              | 22 січня 1983     | Станція Андерсон-Меса               | Едвард Бовелл                                              |
| 7226 Крил (Kryl)                   | 1984 QJ              | 21 серпня 1984    | Обсерваторія Клеть                  | Антонін Мркос                                              |
| (7227) 1984 SH6                    | 1984 SH6             | 22 вересня 1984   | Обсерваторія Ла-Сілья               | Анрі Дебеонь                                               |
| 7228 МакҐілліврей (MacGillivray)   | 1985 GO              | 15 квітня 1985    | Станція Андерсон-Меса               | Едвард Бовелл                                              |
| 7229 Тонімур (Tonimoore)           | 1985 RV              | 12 вересня 1985   | Обсерваторія Кітт-Пік               | Spacewatch                                                 |
| 7230 Лутц (Lutz)                   | 1985 RZ1             | 12 вересня 1985   | Станція Андерсон-Меса               | Едвард Бовелл                                              |
| 7231 Порко (Porco)                 | 1985 TQ1             | 15 жовтня 1985    | Станція Андерсон-Меса               | Едвард Бовелл                                              |
| 7232 Набоков (Nabokov)             | 1985 UQ              | 20 жовтня 1985    | Обсерваторія Клеть                  | Антонін Мркос                                              |
| 7233 Маєлла (Majella)              | 1986 EQ5             | 7 березня 1986    | Обсерваторія Ла-Сілья               | Джованні де Санктіс                                        |
| (7234) 1986 QV3                    | 1986 QV3             | 29 серпня 1986    | Обсерваторія Ла-Сілья               | Анрі Дебеонь                                               |
| 7235 Хіцудзан (Hitsuzan)           | 1986 UY              | 30 жовтня 1986    | Обсерваторія Ґейсей                 | Тсутому Секі                                               |
| (7236) 1987 PA                     | 1987 PA              | 1 серпня 1987     | Паломарська обсерваторія            | Джефрі Фінні                                               |
| 7237 Вікігамільтон (Vickyhamilton) | 1988 VH              | 3 листопада 1988  | Тойота                              | Кендзо Судзукі, Тошімата Фурута                            |
| 7238 Коборі (Kobori)               | 1989 OA              | 27 липня 1989     | Обсерваторія Кані                   | Йосікане Мідзуно, Тошімата Фурута                          |
| 7239 Мобберлі (Mobberley)          | 1989 TE              | 4 жовтня 1989     | Стейкенбрідж                        | Браян Маннінґ                                              |
| 7240 Хасебе (Hasebe)               | 1989 YG              | 19 грудня 1989    | Обсерваторія Кані                   | Йосікане Мідзуно, Тошімата Фурута                          |
| 7241 Курода (Kuroda)               | 1990 VF3             | 11 листопада 1990 | Обсерваторія Кітамі                 | Кін Ендате, Кадзуро Ватанабе                               |
| 7242 Окюдо (Okyudo)                | 1990 VG3             | 11 листопада 1990 | Обсерваторія Кітамі                 | Кін Ендате, Кадзуро Ватанабе                               |
| (7243) 1990 VV3                    | 1990 VV3             | 12 листопада 1990 | Обсерваторія Кушіро                 | Сейджі Уеда, Хіроші Канеда                                 |
| 7244 Вілла-Лобос (Villa-Lobos)     | 1991 PQ1             | 5 серпня 1991     | Обсерваторія Ла-Сілья               | Ерік Вальтер Ельст                                         |
| (7245) 1991 RN10                   | 1991 RN10            | 10 вересня 1991   | Паломарська обсерваторія            | Генрі Гольт                                                |
| (7246) 1991 RP25                   | 1991 RP25            | 12 вересня 1991   | Паломарська обсерваторія            | Генрі Гольт                                                |
| (7247) 1991 TD1                    | 1991 TD1             | 12 жовтня 1991    | Обсерваторія Сайдинг-Спрінг         | Роберт Макнот                                              |
| 7248 Алвсйо (Alvsjo)               | 1992 EV21            | 1 березня 1992    | Обсерваторія Ла-Сілья               | UESAC                                                      |
| (7249) 1992 SN                     | 1992 SN              | 26 вересня 1992   | Обсерваторія Дінік                  | Ацуші Суґіе                                                |
| 7250 Кіносіта (Kinoshita)          | 1992 SG1             | 23 вересня 1992   | Обсерваторія Кітамі                 | Кін Ендате, Кадзуро Ватанабе                               |
| 7251 Кувабара (Kuwabara)           | 1992 SF13            | 30 вересня 1992   | Обсерваторія Кітамі                 | Кін Ендате, Кадзуро Ватанабе                               |
| 7252 Какеґава (Kakegawa)           | 1992 UZ              | 21 жовтня 1992    | Обсерваторія Ніхондайра             | Такеші Урата                                               |
| 7253 Нара (Nara)                   | 1993 CL              | 13 лютого 1993    | Касіхара                            | Фуміякі Уто                                                |
| 7254 Куратані (Kuratani)           | 1993 TN1             | 15 жовтня 1993    | Обсерваторія Кітамі                 | Кін Ендате, Кадзуро Ватанабе                               |
| (7255) 1993 VY1                    | 1993 VY1             | 11 листопада 1993 | Обсерваторія Кушіро                 | Сейджі Уеда, Хіроші Канеда                                 |
| 7256 Бонгоффер (Bonhoeffer)        | 1993 VJ5             | 11 листопада 1993 | Обсерваторія Карла Шварцшильда      | Ф. Бернґен                                                 |
| 7257 Йосія (Yoshiya)               | 1994 AH1             | 7 січня 1994      | Обсерваторія Оїдзумі                | Такао Кобаяші                                              |
| 7258 Петтарін (Pettarin)           | 1994 EF              | 5 березня 1994    | Обсерваторія Санта-Лючія Стронконе  | Обсерваторія Санта-Лючія Стронконе                         |
| 7259 Ґетерсберґ (Gaithersburg)     | 1994 EG1             | 6 березня 1994    | Обсерваторія Наті-Кацуура           | Йошісада Шімідзу, Такеші Урата                             |
| 7260 Метеллі (Metelli)             | 1994 FN              | 18 березня 1994   | Обсерваторія Санта-Лючія Стронконе  | Обсерваторія Санта-Лючія Стронконе                         |
| 7261 Йокотакео (Yokootakeo)        | 1994 GZ              | 14 квітня 1994    | Обсерваторія Оїдзумі                | Такао Кобаяші                                              |
| 7262 Софуе (Sofue)                 | 1995 BX1             | 27 січня 1995     | Обсерваторія Оїдзумі                | Такао Кобаяші                                              |
| 7263 Такаямада (Takayamada)        | 1995 DP              | 21 лютого 1995    | Обсерваторія Оїдзумі                | Такао Кобаяші                                              |
| 7264 Hirohatanaka                  | 1995 FK              | 26 березня 1995   | Обсерваторія Наті-Кацуура           | Йошісада Шімідзу, Такеші Урата                             |
| 7265 Едітмюллер (Edithmuller)      | 2908 T-2             | 30 вересня 1973   | Паломарська обсерваторія            | К. Й. ван Гаутен, І. ван Гаутен-Ґроневельд, Т. Герельс     |
| 7266 Треффтц (Trefftz)             | 4270 T-2             | 29 вересня 1973   | Паломарська обсерваторія            | К. Й. ван Гаутен, І. ван Гаутен-Ґроневельд, Т. Герельс     |
| 7267 Victormeen                    | 1943 DF              | 23 лютого 1943    | Турку                               | Люсі Отерма                                                |
| 7268 Чигорін (Chigorin)            | 1972 TF              | 3 жовтня 1972     | КрАО                                | Журавльова Людмила Василівна                               |
| 7269 Алпрохоров (Alprokhorov)      | 1975 VK2             | 2 листопада 1975  | КрАО                                | Смирнова Тамара Михайлівна                                 |
| 7270 Панкін (Punkin)               | 1978 NY7             | 7 липня 1978      | Паломарська обсерваторія            | Едвард Бовелл                                              |
| 7271 Дорогунцов (Doroguntsov)      | 1979 SR2             | 22 вересня 1979   | КрАО                                | Черних Микола Степанович                                   |
| 7272 Дербідіар (Darbydyar)         | 1980 DD1             | 21 лютого 1980    | Обсерваторія Клеть                  | Зденька Ваврова                                            |
| 7273 Ґерігасс (Garyhuss)           | 1981 EK4             | 2 березня 1981    | Обсерваторія Сайдинг-Спрінг         | Ш. Дж. Бас                                                 |
| 7274 Васіояма (Washioyama)         | 1982 FC              | 21 березня 1982   | Обсерваторія Ґейсей                 | Тсутому Секі                                               |
| (7275) 1983 CY2                    | 1983 CY2             | 15 лютого 1983    | Станція Андерсон-Меса               | Норман Томас                                               |
| 7276 Меймі (Maymie)                | 1983 RE              | 4 вересня 1983    | Гарвардська обсерваторія            | Обсерваторія Ок-Ридж                                       |
| 7277 Клас (Klass)                  | 1983 RM2             | 4 вересня 1983    | Станція Андерсон-Меса               | Едвард Бовелл                                              |
| 7278 Штоколов (Shtokolov)          | 1985 UW4             | 22 жовтня 1985    | КрАО                                | Журавльова Людмила Василівна                               |
| 7279 Гаґфорз (Hagfors)             | 1985 VD1             | 7 листопада 1985  | Станція Андерсон-Меса               | Едвард Бовелл                                              |
| 7280 Берґенґрюен (Bergengruen)     | 1988 RA3             | 8 вересня 1988    | Обсерваторія Карла Шварцшильда      | Ф. Бернґен                                                 |
| (7281) 1988 RX4                    | 1988 RX4             | 2 вересня 1988    | Обсерваторія Ла-Сілья               | Анрі Дебеонь                                               |
| (7282) 1989 BC                     | 1989 BC              | 29 січня 1989     | Обсерваторія Кушіро                 | Сейджі Уеда, Хіроші Канеда                                 |
| (7283) 1989 TX15                   | 1989 TX15            | 4 жовтня 1989     | Обсерваторія Ла-Сілья               | Анрі Дебеонь                                               |
| (7284) 1989 VW                     | 1989 VW              | 4 листопада 1989  | Обсерваторія Ґекко                  | Йошіакі Ошіма                                              |
| 7285 Зеґґевісс (Seggewiss)         | 1990 EX2             | 2 березня 1990    | Обсерваторія Ла-Сілья               | Ерік Вальтер Ельст                                         |
| (7286) 1990 QZ4                    | 1990 QZ4             | 24 серпня 1990    | Паломарська обсерваторія            | Генрі Гольт                                                |
| 7287 Йококураяма (Yokokurayama)    | 1990 VN2             | 10 листопада 1990 | Обсерваторія Ґейсей                 | Тсутому Секі                                               |
| (7288) 1991 FE1                    | 1991 FE1             | 18 березня 1991   | Обсерваторія Дінік                  | Ацуші Суґіе                                                |
| 7289 Камеґаморі (Kamegamori)       | 1991 JU              | 5 травня 1991     | Обсерваторія Ґейсей                 | Тсутому Секі                                               |
| 7290 Джонразе (Johnrather)         | 1991 JY1             | 11 травня 1991    | Паломарська обсерваторія            | Е. Гелін                                                   |
| 7291 Хякутаке (Hyakutake)          | 1991 XC1             | 13 грудня 1991    | Обсерваторія Кійосато               | Сатору Отомо                                               |
| 7292 Просперін (Prosperin)         | 1992 EM7             | 1 березня 1992    | Обсерваторія Ла-Сілья               | UESAC                                                      |
| 7293 Кадзуюкі (Kazuyuki)           | 1992 FH              | 23 березня 1992   | Обсерваторія Кітамі                 | Кін Ендате, Кадзуро Ватанабе                               |
| (7294) 1992 LM                     | 1992 LM              | 3 червня 1992     | Паломарська обсерваторія            | Ґреґорі Леонард                                            |
| 7295 Брозовіч (Brozovic)           | 1992 MB              | 22 червня 1992    | Обсерваторія Кушіро                 | Сейджі Уеда, Хіроші Канеда                                 |
| 7296 Ламарк (Lamarck)              | 1992 PW1             | 8 серпня 1992     | Коссоль                             | Ерік Вальтер Ельст, Крістіан Поллас                        |
| (7297) 1992 UG                     | 1992 UG              | 21 жовтня 1992    | Обсерваторія Дінік                  | Ацуші Суґіе                                                |
| (7298) 1992 WM5                    | 1992 WM5             | 26 листопада 1992 | Тойота                              | Кендзо Судзукі, Такеші Урата                               |
| 7299 Індіяводкінз (Indiawadkins)   | 1992 WZ5             | 21 листопада 1992 | Паломарська обсерваторія            | Е. Гелін                                                   |
| 7300 Йосісада (Yoshisada)          | 1992 YV2             | 26 грудня 1992    | Обсерваторія Ніхондайра             | Такеші Урата                                               |

| Астероїди 1—10000 → |           |           |           |           |           |           |           |           |            |
| 1—100               | 1001—1100 | 2001—2100 | 3001—3100 | 4001—4100 | 5001—5100 | 6001—6100 | 7001—7100 | 8001—8100 | 9001—9100  |
| 101—200             | 1101—1200 | 2101—2200 | 3101—3200 | 4101—4200 | 5101—5200 | 6101—6200 | 7101—7200 | 8101—8200 | 9101—9200  |
| 201—300             | 1201—1300 | 2201—2300 | 3201—3300 | 4201—4300 | 5201—5300 | 6201—6300 | 7201—7300 | 8201—8300 | 9201—9300  |
| 301—400             | 1301—1400 | 2301—2400 | 3301—3400 | 4301—4400 | 5301—5400 | 6301—6400 | 7301—7400 | 8301—8400 | 9301—9400  |
| 401—500             | 1401—1500 | 2401—2500 | 3401—3500 | 4401—4500 | 5401—5500 | 6401—6500 | 7401—7500 | 8401—8500 | 9401—9500  |
| 501—600             | 1501—1600 | 2501—2600 | 3501—3600 | 4501—4600 | 5501—5600 | 6501—6600 | 7501—7600 | 8501—8600 | 9501—9600  |
| 601—700             | 1601—1700 | 2601—2700 | 3601—3700 | 4601—4700 | 5601—5700 | 6601—6700 | 7601—7700 | 8601—8700 | 9601—9700  |
| 701—800             | 1701—1800 | 2701—2800 | 3701—3800 | 4701—4800 | 5701—5800 | 6701—6800 | 7701—7800 | 8701—8800 | 9701—9800  |
| 801—900             | 1801—1900 | 2801—2900 | 3801—3900 | 4801—4900 | 5801—5900 | 6801—6900 | 7801—7900 | 8801—8900 | 9801—9900  |
| 901—1000            | 1901—2000 | 2901—3000 | 3901—4000 | 4901—5000 | 5901—6000 | 6901—7000 | 7901—8000 | 8901—9000 | 9901—10000 |